# Municipio de Union (condado de Cumberland)
El municipio de Union (en inglés, Union Township) es un municipio del condado de Cumberland, Illinois, Estados Unidos. Tiene una población estimada, a mediados de 2021, de 633 habitantes.

## Geografía
Está ubicado en las coordenadas 39°19′33″N 88°5′32″O / 39.32583, -88.09222. Según la Oficina del Censo de los Estados Unidos, tiene una superficie total de 136.9 km², de la cual 136.6 km² corresponden a tierra firme y 0.3 km² son agua.

## Demografía
Según el censo de 2020, en ese momento había 667 personas residiendo en la zona. La densidad de población era de 4.9 hab./km². El 95.50 % de los habitantes eran blancos, el 0.15 % era amerindio, el 0.15 % era asiático, el 0.15 % era isleño del Pacífico, el 0.15 % era de otra raza y el 3.90 % eran de una mezcla de razas. Del total de la población, el 0.75 % eran hispanos o latinos de cualquier raza.